# Primi ministri del Burkina Faso
I primi ministri del Burkina Faso (Alto Volta fino al 4 agosto 1984) dal 1960 (data di indipendenza dalla Francia) ad oggi sono i seguenti.

## Lista
| Primo ministro                                        | Primo ministro | Primo ministro                                   | Partito                                    | Elezione                                            | Mandato          | Mandato           | Capi di stato              |
| Primo ministro                                        | Primo ministro | Primo ministro                                   | Partito                                    | Elezione                                            | Inizio           | Fine              | Capi di stato              |
| ----------------------------------------------------- | -------------- | ------------------------------------------------ | ------------------------------------------ | --------------------------------------------------- | ---------------- | ----------------- | -------------------------- |
|                                                       |                | Gérard Kango Ouédraogo                           | UDV - RDA                                  |                                                     | 13 febbraio 1971 | 8 febbraio 1974   | Sangoulé Lamizana          |
|                                                       |                | Sangoulé Lamizana                                | Movimento Nazionale per il Rinnovamento    |                                                     | 8 febbraio 1974  | 7 luglio 1978     | Sangoulé Lamizana          |
|                                                       |                | Joseph Conombo                                   | UDV - RDA                                  | A seguito di colpo di Stato                         | 7 luglio 1978    | 25 novembre 1980  | Sangoulé Lamizana          |
|                                                       |                | Saye Zerbo                                       | Militare                                   | A seguito di colpo di Stato                         | 25 novembre 1980 | 7 novembre 1982   | Saye Zerbo                 |
|                                                       |                | Thomas Sankara                                   | Militare                                   | Deposto                                             | 10 gennaio 1983  | 17 maggio 1983    | Jean-Baptiste Ouédraogo    |
| Carica abolita (dal 17 maggio 1983 al 16 giugno 1992) |                |                                                  |                                            |                                                     |                  |                   |                            |
|                                                       |                | Youssouf Ouédraogo                               | ODP-MT                                     |                                                     | 16 giugno 1992   | 22 marzo 1994     | Blaise Compaoré            |
|                                                       |                | Roch Marc Christian Kaboré                       | ODP-MT                                     |                                                     | 22 marzo 1994    | 6 febbraio 1996   | Blaise Compaoré            |
|                                                       |                | Kadré Désiré Ouédraogo                           | Congresso per la Democrazia e il Progresso |                                                     | 6 febbraio 1996  | 7 novembre 2000   | Blaise Compaoré            |
|                                                       |                | Paramanga Ernest Yonli                           | Congresso per la Democrazia e il Progresso |                                                     | 7 novembre 2000  | 11 giugno 2007    | Blaise Compaoré            |
|                                                       |                | Tertius Zongo                                    | Congresso per la Democrazia e il Progresso | Destituito                                          | 11 giugno 2007   | 18 aprile 2011    | Blaise Compaoré            |
|                                                       |                | Luc-Adolphe Tiao                                 | Congresso per la Democrazia e il Progresso | Destituito                                          | 18 aprile 2011   | 30 ottobre 2014   | Blaise Compaoré            |
|                                                       |                | Yacouba Isaac Zida ad interim                    | Militare                                   | A seguito di proteste di massa                      | 19 novembre 2014 | 6 gennaio 2016    | Michel Kafando             |
| Gilbert Diendéré                                      |                | Yacouba Isaac Zida ad interim                    | Militare                                   | A seguito di proteste di massa                      | 19 novembre 2014 | 6 gennaio 2016    |                            |
| Michel Kafando                                        |                | Yacouba Isaac Zida ad interim                    | Militare                                   | A seguito di proteste di massa                      | 19 novembre 2014 | 6 gennaio 2016    |                            |
| Roch Marc Christian Kaboré                            |                | Yacouba Isaac Zida ad interim                    | Militare                                   | A seguito di proteste di massa                      | 19 novembre 2014 | 6 gennaio 2016    |                            |
|                                                       |                | Paul Kaba Thieba                                 | Movimento del Popolo per Il Progresso      | 2015                                                | 6 gennaio 2016   | 19 gennaio 2019   |                            |
|                                                       |                | Christophe Joseph Marie Dabiré                   | Indipendente                               |                                                     | 21 gennaio 2019  | 2021              |                            |
|                                                       |                | Lassina Zerbo                                    | Indipendente                               |                                                     | 10 dicembre 2021 | 24 gennaio 2022   |                            |
|                                                       |                | Albert Ouèdraogo ad interim                      | Indipendente                               | A seguito di colpo di Stato, Governo di transizione | 3 marzo 2022     | 30 settembre 2022 | Paul-Henri Sandaogo Damiba |
|                                                       |                | Apollinaire Joachim Kyélem de Tambèla ad interim | Indipendente                               | A seguito di colpo di Stato, Governo di transizione | 21 ottobre 2022  | 7 dicembre 2024   | Ibrahim Traoré             |